# Hägglunds Arena
Hägglunds Arena (tidigare Swedbank Arena och Fjällräven Center) är en evenemangsarena som invigdes 2006 i stadsdelen Framnäs vid hamnen i Örnsköldsvik. I huvudsak används arenan av Modo Hockey.

## Namn
Arbetsnamnet var "Evenemangsarenan". Swedbank köpte rättigheterna till namnet på arenan, som i folkmun till en början omnämndes som "Arenan" eller "Banken". Från den 1 januari 2010 bytte arenan namn till Fjällräven Center efter sponsorn Fjällräven som har stark lokal anknytning till bygden. Hösten 2021 köptes namnrättigheterna av Hägglundsföretagen BAE Systems Hägglunds och Bosch Rexroth. Avtalet är skrivet över tio år med möjlighet att avbryta efter fem.

## Historik
Bygget påbörjades den 14 september 2004, och arenan kunde öppnas den 26 augusti 2006 och ersatte då Kempehallen som Modos hemmaplan. 
Totalt är den 23 meter hög, cirka 7 000 kvadratmeter stor och byggdes av Skanska. Arenan har 7 115 platser vid sportevenemang och har kapacitet för 9 800 platser vid konserter och andra evenemang. Ishockeyspelaren Peter Forsberg och hans far Kent Forsberg var tidigare delägare i Swedbank Arena via det gemensamma bolaget Forspro. Från det inkomstbringande året 2006 ägs arenan till fullo av Modo Hockey.
Den 17 februari 2007 fick Örnsköldsvik stå för den tredje deltävlingen av Melodifestivalen som hölls just i arenan. Några andra kända musikartister som spelat i arenan inkluderar bland annat Alice Cooper, Thin Lizzy, Michael W. Smith, Tomas Ledin, Jerry Williams, Lars Winnerbäck och Kent. Arenan stod också som värd för den första deltävlingen under Melodifestivalen 2010. Även den fjärde deltävlingen av Melodifestivalen 2014 och 2018 arrangerades i arenan. Även andra musikarrangemang har arrangerats i arenan, bland annat rockfestivalen Rock on the Docks.
Ett flertal mindre kapacitetssänkningar gjordes under åren 2008-2015, bland annat utökades restaurangytan och senare byggdes även en VIP-bar på delar av ståplatsytan, vilket sänkte den ursprungliga maxkapaciteten för ishockey från 7 600 till som lägst 7 049 åskådare. I oktober 2021 invigdes dock en ny, utvidgad ståplatssektion, vilket höjde kapaciteten igen till 7 115 åskådare.

## Galleri

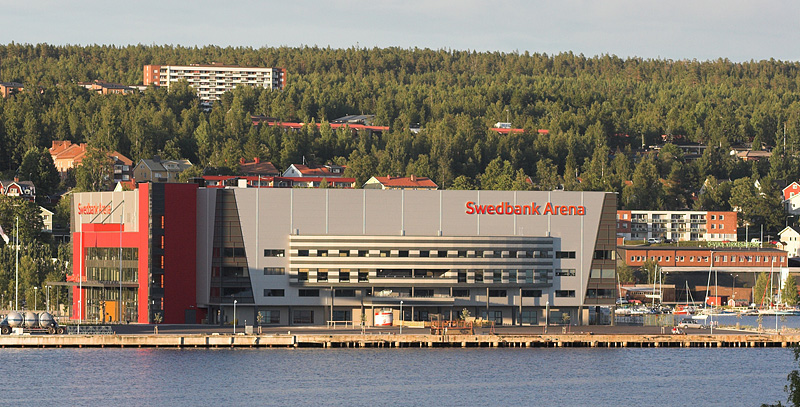
2021 – Hägglunds Arena (2010 – Fjällräven Center, 2006 – Swedbank Arena) från Örnsköldsviksfjärden, 2007.
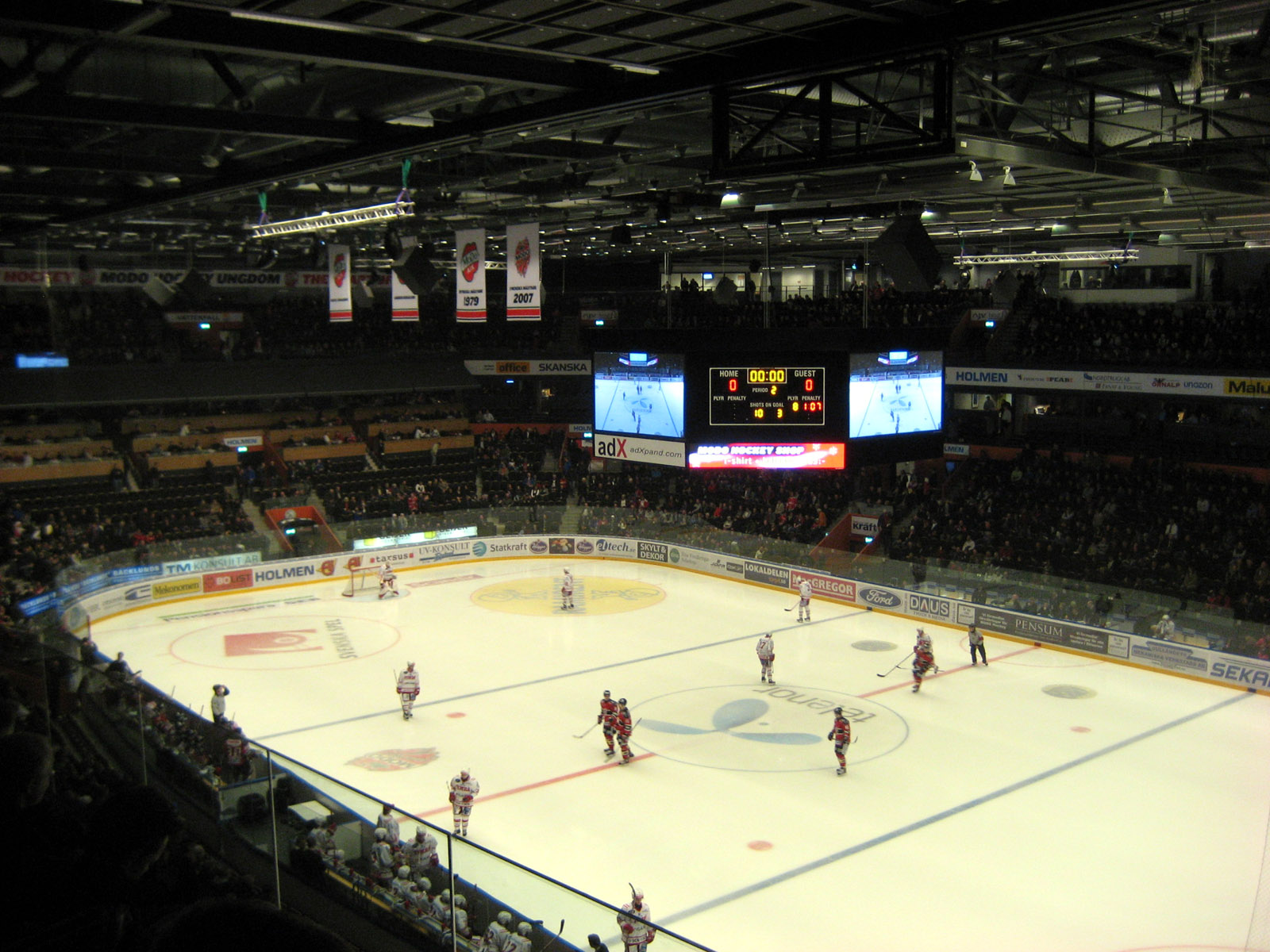
Bild inifrån arenan under en ishockeymatch (2007).

## Publiksnitt för Modo Hockey i SHL & Hockeyallsvenskan
- 2006/2007 6759
- 2007/2008 7012
- 2008/2009 6520
- 2009/2010 6406
- 2010/2011 6194
- 2011/2012 6119
- 2012/2013 5884
- 2013/2014 5701
- 2014/2015 5383
- 2015/2016 4857
- 2016/2017 4031
- 2017/2018 3587
- 2018/2019 3474
- 2019/2020 3774
- 2020/2021 40*
- 2021/2022 3271**
- 2022/2023 4190
- 2023/2024 5837

(*) Begränsad kapacitet under hela säsongen
(**) Begränsad kapacitet under delar av säsongen

### Fotnoter
1. 1 2  ”Kurva Carlabel – vår nya ståplatssektion!”. 27 oktober 2021. https://www.modohockey.se/artikel/l9klakuzj-4ij6i1/kurva-carlabel-var-nya-staplatssektion. Läst 27 oktober 2021.
2. ↑  MODO Hockey 25 november 2009 - Fjällräven Center - ny lya för MODO Hockey Arkiverad 4 september 2010 hämtat från the Wayback Machine.
3. ↑  ”Fjällräven Center blir Hägglunds Arena”. Örnsköldsviks startsida | Webben 7 | Tidningen 7. https://webben7.se/artikel/157593/fjallraven-center-blir-hagglunds-arena. Läst 23 augusti 2021.
4. ↑  Publikkapacitet, Fjällräven Center, läst 2015-08-18.
5. ↑  SVT 27 augusti 2009 - De får melodifestivalen nästa år Arkiverad 4 november 2011 hämtat från the Wayback Machine.